# Neurigona euchroma
Neurigona euchroma är en tvåvingeart som beskrevs av Negrobov 1987. Neurigona euchroma ingår i släktet Neurigona och familjen styltflugor.
Artens utbredningsområde är Uzbekistan. Inga underarter finns listade i Catalogue of Life.